# Pablo Pozo

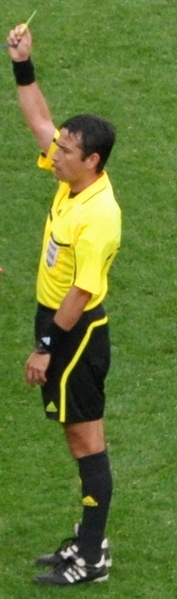
Pablo Pozo

Pablo Antonio Pozo (* 27. März 1973) ist ein ehemaliger chilenischer Fußballschiedsrichter.
Es war in der chilenischen Primera División aktiv und von 1999 bis 2010 FIFA-Schiedsrichter. Sein erstes Länderspiel leitete er am 9. Februar 2000 mit der Begegnung Bulgarien gegen die Slowakei.
Pozo nahm als Unparteiischer an den Olympischen Sommerspielen 2008 teil und leitete drei Partien. 2009 wurde er für den Konföderationen-Pokal nominiert.
Bei der Fußball-Weltmeisterschaft 2010 leitete Pozo das Vorrundenspiel der Gruppe G Portugal – Nordkorea 7:0 (1:0) und das der Gruppe E Kamerun – Niederlande 1:2 (0:1).
Nach der Fußball-Weltmeisterschaft 2010 gab Pozo bekannt, dass er seine Karriere als Schiedsrichter zum Ende des Jahres 2010 beendet.
Hauptberuflich ist Pozo als Buchhalter tätig.

## Turniere
- Olympische Sommerspiele 2008 in Peking (3 Einsätze)